# Elfriede
Elfriede ist ein weiblicher Vorname; er ist die deutsche Form des englischen Vornamens Elfreda; männliche Form (selten) Elfried.

## Herkunft
Elfreda setzt sich aus den altenglischen Worten ælf (Elf, Naturgeist) und þryð (Kraft, Stärke) zusammen.

## Verbreitung
Im ausgehenden 19. Jahrhundert war Elfriede ein verbreiteter Vorname mit steigender Popularität in Deutschland. In den 1910er und Anfang der 1920er Jahre war der Name oft unter den zehn häufigsten Mädchennamen des jeweiligen Jahrgangs. Dann ging seine Beliebtheit allmählich zurück. Seit Ende der Fünfziger werden kaum noch Kinder Elfriede genannt.

## Namenstag
- 5. März
- 20. Mai (laut österreichischem Kalender und Namenstagsbuch)

## Varianten
- Elfrida, Elfrieda, Elfride

Kurzformen
- Frida, Frieda, Friede, Fridel, Friedel
- Elfi, Elfie

## Bekannte Namensträgerinnen

### Elfriede, Elfrieda, Elfrida, Elfride
- Elfrieda (Ælfthryth; bl. 965–1000), zweite Ehefrau von Edgar (England), König von England
- Elfrida Andrée (1841–1929), schwedische Organistin und Komponistin
- Elfriede Brüning (1910–2014), deutsche Schriftstellerin
- Elfriede Brinker-Meyendriesch (* 1953), deutsche Hochschullehrerin
- Elfriede Cohnen (1901–1979), deutsche Juristin und Ärztin
- Elfriede Czurda (* 1946), österreichische Kunsthistorikerin und Schriftstellerin
- Elfriede Datzig (auch: Datzik; 1922–1946), österreichische Schauspielerin
- Elfriede Eder (* 1970), österreichische Skirennläuferin
- Elfriede Eilers (1921–2016), deutsche Politikerin (SPD)
- Elfriede Florin (1912–2006), deutsche Schauspielerin
- Elfriede Fuchs (* 1920), österreichische Leichtathletin
- Elfriede Gerstl (1932–2009), österreichische Schriftstellerin
- Elfriede Haslehner-Götz (1933–2025), österreichische Schriftstellerin
- Elfriede Hengstenberg (1892–1992), deutsche Pädagogin
- Elfriede Jaeger (1899–1964), deutsche Politikerin
- Elfride Jagersberger (1919–2017), österreichische Missionsschwester
- Elfriede Jelinek (* 1946), österreichische Schriftstellerin
- Elfriede Kuzmany (1915–2006), österreichische Schauspielerin
- Elfriede Lohse-Wächtler (1899–1940), deutsche Malerin
- Elfriede Meurer (* 1958), rheinland-pfälzische Politikerin (CDU)
- Elfriede Moser-Rath (1926–1993), österreichische Volkskundlerin und Erzählforscherin
- Elfriede von Nitzsch (1920–2011), deutsche Leichtathletin
- Elfriede Ott (1925–2019), österreichische Schauspielerin, Sängerin und Regisseurin
- Elfriede Paul (1900–1981), deutsche Ärztin, Politikerin und Widerstandskämpferin
- Elfriede Rinkel (1922–2018), deutsche KZ-Aufseherin
- Elfriede Ryneck (geborene Elfriede Staegemann; 1872–1951), deutsche Politikerin (SPD)
- Elfriede Scholz (geborene Elfriede Remark; 1903–1943), deutsche Schneiderin
- Elfriede Schüsseleder (* 1951), österreichische Schauspielerin
- Elfriede Senden (geborene Elfriede Wever; 1900–1941), deutsche Mittelstreckenläuferin
- Elfriede Stadler (1930–1968), österreichische Designerin und Keramikerin
- Elfriede Suppe (1908–1996), deutsche Bürstenmacherin und Soester Original
- Elfride Trötschel (1913–1958), deutsche Sängerin (Sopran)
- Elfriede Weiler (1906–1984), deutsche Politikerin (SPD)

### Friede, Fridel, Friedel
- Friede Springer (* 1942), deutsche Verlegerin
- Friedel Beckmann (1901–1983), deutsche Opernsängerin (Mezzosopran)
- Fridel Dethleffs-Edelmann (1899–1982), deutsche Malerin
- Fridel Köhne (1890–1966), deutsche Schriftstellerin und Drehbuchautorin

### Elfi, Elfie
- Elfi Aichinger (* 1961), österreichische Jazzmusikerin (Gesang, auch Piano, Komposition)
- Elfi von Dassanowsky (1924–2007), österreichische Sängerin, Pianistin und Filmproduzentin
- Elfie Casty († 2014), Schweizer Autorin von Kochbüchern
- Elfi Deufl (* 1958), österreichische Skirennläuferin
- Elfie Donnelly (* 1950), österreichische Schriftstellerin und Drehbuchautorin
- Elfie Dugal (1920–2018), deutsche Schauspielerin und Synchronsprecherin
- Elfi Eschke (* 1951), deutsche Schauspielerin
- Elfi Fiegert (* 1946), deutsche Schauspielerin
- Elfi E. Fröhlich (* 1951), deutsche Bildende Künstlerin
- Elfi Graf (* 1952), österreichische Schlagersängerin
- Elfi Hartenstein (* 1946), deutsche Schriftstellerin
- Elfi von Kalckreuth (* 1937), deutsche Autorin, Schauspielerin und  Fernsehansagerin
- Elfi König (1905–1991), österreichische Operettensängerin (Sopran) und Schauspielerin
- Elfi Kreiter (1936–2024), deutsche Filmeditorin
- Elfi Marten-Brockmann, deutsche Journalistin und Fernsehmoderatorin
- Elfie Mayerhofer (1917/1923–1992), österreichische Schauspielerin und Sängerin
- Elfi Mikesch (* 1940), österreichische Fotografin, Kamerafrau und Filmregisseurin
- Elfie Miklautz (* 1958), österreichische Kultursoziologin und Hochschullehrerin
- Elfie Pertramer (eigentlich Elfriede Bernreuther; 1924–2011), deutsche Schauspielerin
- Elfi Pracht-Jörns (* 1955), deutsche Historikerin und Autorin
- Elfi Scho-Antwerpes (* 1952), deutsche Politikerin (SPD)
- Elfie Semotan (* 1941), österreichische Fotografin
- Elfie Siegl (* 1947), deutsche Journalistin und Buchautorin
- Elfie Simchen (* 1967), deutsche Freestyle-Skierin
- Elfie Stejskal (* 1948), Abenteuerin und Buchautorin
- Elfie Wörner (1941–2006), deutsche Journalistin und Stifterin
- Elfi Zinn (* 1953), deutsche Leichtathletin